# Władysław Kulma

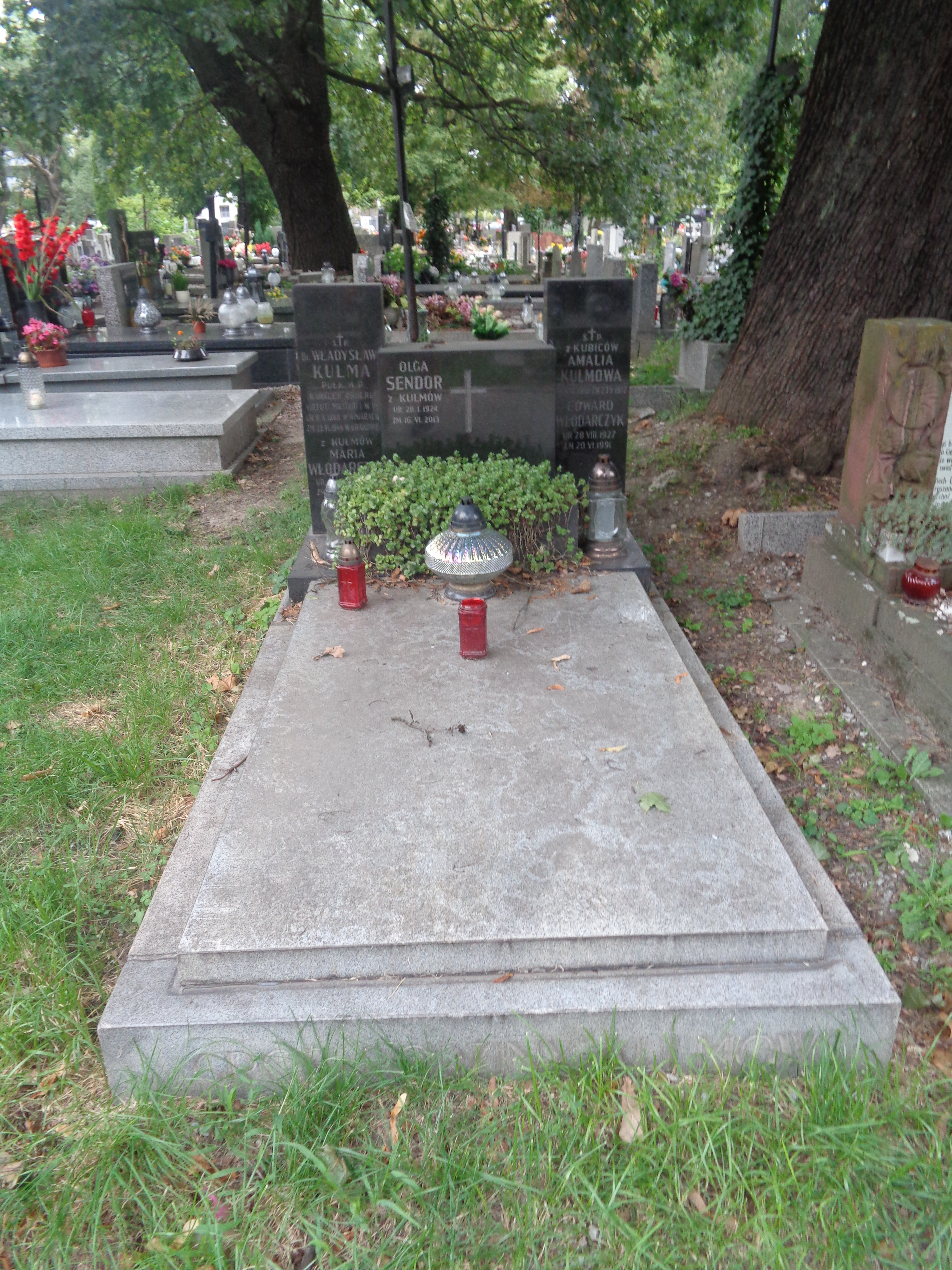
Grób pułkownika Kulmy

Władysław Józef Kulma (ur. 8 października 1888 w Winiarach, zm. 23 czerwca 1944) – pułkownik dyplomowany piechoty Wojska Polskiego, działacz niepodległościowy, kawaler Orderu Virtuti Militari, doktor praw.

## Życiorys
Urodził się 8 października 1888 w Winiarach, w ówczesnym powiecie wielickim Królestwa Galicji i Lodomerii, w rodzinie Piotra i Marii z Baronów. W 1908 ukończył naukę w c. k. Gimnazjum w Podgórzu zdanym egzaminem maturalnym. W tym samym roku wstąpił do Związku Walki Czynnej i rozpoczął studia na Wydziale Prawa Uniwersytetu Jagiellońskiego. W roku akademickim 1908/1909 uczył się równolegle w Szkole Handlowej w Krakowie. W trakcie studiów (od 1 października 1909 do 30 września 1910) odbył obowiązkową służbę wojskową w cesarskiej i królewskiej Armii, w charakterze jednorocznego ochotnika. Od 1911 studia łączył z pracą w Towarzystwie Ubezpieczeniowym we Lwowie, w charakterze urzędnika prywatnego oraz działalnością w Organizacji Walki Czynnej i Polowych Drużynach Sokolich we Lwowie.
W lipcu 1914 został zmobilizowany do c. i k. Armii. Walczył w szeregach c. i k. Pułku Piechoty Nr 56. 23 października tego roku został ranny pod Jedlnią. Był wówczas kadetem–aspirantem 15. kompanii pułku. Przez dziesięć miesięcy leczył się w szpitalu, a następnie służył w batalionie zapasowym macierzystego pułku w Kielcach. Na stopień porucznika rezerwy został mianowany ze starszeństwem z 1 lipca 1915. Od marca do listopada 1918, jako oficer c. i k. Armii działał w Polskiej Organizacji Wojskowej w Kielcach.
1 listopada 1918 został adiutantem komendanta Ziemi Kieleckiej, a następnie został przydzielony do sztabu generała Wacława Iwaszkiewicza. W grudniu 1918 został przeniesiony do 12 pułku piechoty w Wadowicach, a 8 stycznia 1919 w szeregach I batalionu wysłany pod Lwów. W listopadzie 1919 objął dowództwo II batalionu 12 pp, na którego czele walczył z bolszewikami. Wyróżnił się 2 sierpnia 1920 w bitwie pod Brodami i Beresteczkiem za co później został odznaczony Orderem Virtuti Militari.
3 maja 1922 został zweryfikowany w stopniu majora ze starszeństwem od 1 czerwca 1919 i 284. lokatą w korpusie oficerów piechoty. W lipcu tego roku został przeniesiony do 85 pułku piechoty w Nowej Wilejce na stanowisko zastępcy dowódcy pułku. Od 29 września do 1 listopada 1922 pełnił obowiązki dowódcy tegoż pułku. W tym samym roku został powołany do Wyższej Szkoły Wojennej w Warszawie, w charakterze słuchacza Kursu Normalnego. Z dniem 1 października 1924, po ukończeniu kursu i otrzymaniu dyplomu naukowego oficera Sztabu Generalnego, został przydzielony do Szefostwa Administracji Armii. 3 maja 1926 prezydent RP nadał mu stopień podpułkownika ze starszeństwem z dnia 1 lipca 1925 i 22. lokatą w korpusie oficerów piechoty. W listopadzie 1927 został przeniesiony z Oddziału IV Sztabu Generalnego do 80 pułku piechoty w Słonimie na stanowisko zastępcy dowódcy pułku. Od 8 lutego do 4 maja 1928 pełnił obowiązki tego oddziału. 24 grudnia 1930 objął dowództwo 25 pułku piechoty w Piotrkowie. 21 grudnia 1932 prezydent RP nadał mu z dniem 1 stycznia 1933 stopień pułkownika w korpusie oficerów piechoty i 1. lokatą. Obowiązki dowódcy pułku łączył z funkcją prezesa Związku Strzeleckiego w Piotrkowie. W listopadzie 1935 został przeniesiony do Dowództwa Okręgu Korpusu Nr IV w Łodzi. 18 marca 1937 został wyznaczony na stanowisko dowódcy obrony przeciwlotniczej Okręgu Korpusu Nr IV. Od maja 1939, po reorganizacji DOK IV, zajmował stanowisko dowódcy obrony przeciwlotniczej i obrony przciwgazowej OK IV.
Zmarł 23 czerwca 1944 i został pochowany na cmentarzu Rakowickim (kwatera L, rząd płd, miejsce 56).
Był żonaty z Amalią z Kubiców (1901–1977), z którą miał córkę Olgę Janinę po mężu Sendor (1924–2013). Żona i córka zostały pochowane obok pułkownika Kulmy.

## Ordery i odznaczenia
- Krzyż Srebrny Orderu Wojskowego Virtuti Militari nr 213[2] – 22 lutego 1921[29]
- Krzyż Walecznych dwukrotnie[30][23]
- Złoty Krzyż Zasługi – 11 listopada 1937 „za zasługi w służbie wojskowej”[31][32][23]
- Medal Niepodległości – 19 czerwca 1938 „za pracę w dziele odzyskania niepodległości”[33][23]
- Medal Pamiątkowy za Wojnę 1918–1921[24]
- Medal Dziesięciolecia Odzyskanej Niepodległości[24]
- Srebrny Medal Waleczności 1 klasy[6][8]
- Krzyż Pamiątkowy Mobilizacji 1912–1913[7]